# Großbeeren
Großbeeren é um município da Alemanha, situado no distrito de Teltow-Fläming, no estado de Brandemburgo. Tem 51,89 km² de área, e sua população em 2019 foi estimada em 8.535 habitantes.